# SC Preußen Altenessen
Der SC Preußen Altenessen war ein Sportverein aus dem Essener Stadtteil Altenessen. Die erste Fußballmannschaft nahm einmal an der deutschen Meisterschaft des Arbeiter-Turn- und Sportbundes (ATSB) teil.

## Geschichte
Über die Gründung und Herkunft des Vereins ist nichts bekannt. Im Jahre 1928 qualifizierten sich die Preußen als Kreismeister für die deutsche ATSB-Meisterschaft, wo sich die Mannschaft zunächst gegen den FSV Wilhelmshöhe durchsetzte und nach einem 5:3-Sieg gegen ATS Buntentor aus Bremen ins Halbfinale einzog. Dort scheiterten die Preußen allerdings an der FT Frankfurt-Westend, gegen die man mit 1:5 verlor. Es sollte die einzige Teilnahme des SC Preußen Altenessen an der ATSB-Meisterschaft bleiben. Im Jahre 1933 wurde der Verein nach der Machtergreifung der Nationalsozialisten verboten und aufgelöst.
Nach dem Ende des Zweiten Weltkrieges wurde ein neuer Verein namens Preußen Altenessen gegründet. Dessen Fußballmannschaft spielte in den Spielzeiten 1946/47 und 1948/49 in der Ruhrbezirksklasse. Das weitere Schicksal dieses heute nicht mehr existierenden Vereins ist unbekannt. Der SC Preußen Altenessen ist nicht zu verwechselt mit dem BV Preußen Altenessen, einer während der Saison 1933/34 bestehenden Fusion aus dem BV Altenessen 06 und Preußen Essen.